# Helmeczy Mihály Alapiskola
A Helmeczy Mihály Alapiskola  (szlovákul: Základná škola Mihálya Helmeczyho) szlovákiai magyar tanítási nyelvű alapiskola Királyhelmecen. 2002-től jogalanyi intézményként működik. Az intézmény fenntartója Királyhelmec Város Önkormányzata.

## Az iskola története
Az alapiskolát 1950-ben alapították. 2002-ben az iskola az új Hunyadi utcai épületébe költözött. Az étkezdéjét és konyháját 2005-ben adták át. 2018. szeptember 27-én, Helmeczy Mihály születésének 230. évfordulóján az iskola felvette a Helmeczy Mihály Alapiskola nevet. Korábbi neve: Királyhelmeci Magyar Tanítási Nyelvű Alapiskola.

## Forrás
- A Helmeczy Mihály Alapiskola honlapja